# Giovanni i Bartolomeo Bon
Giovanni Bon (ur. ok. 1380 w Campione d’Italia, zm. 1442 w Wenecji) i Bartolomeo Bon (ur. ok. 1400 w Campione d’Italia, zm. 1464) – włoscy architekci i rzeźbiarze, ojciec i syn, pochodzący z Campione d’Italia a działający głównie w Wenecji.

## Życiorys
Giovanni przywiązany był do tradycji gotyckiej i stylu Jacobello i Pierpaolo dalle Masegne. Pracował nad wystrojem kościoła Madonna dell’Orto w Wenecji. Bartolomeo razem z ojcem, Giovannim, pracował nad dekoracją gotyckiego Palazzo Santa Sofia i marmurowymi oddrzwiami bazyliki Santa Maria Gloriosa dei Frari. Powierzono im także konstrukcję Porta della Carta w bazylice św. Marka.
Wśród ich najważniejszych dzieł jest wystrój słynnego gotyckiego pałacu Ca’ d’Oro w Wenecji, nad którym pracowali w latach 1421–1440.